# Czartowczyk
Czartowczyk – wieś w Polsce położona w województwie lubelskim, w powiecie tomaszowskim, w gminie Tyszowce.
W latach 1975–1998 miejscowość administracyjnie należała do województwa zamojskiego. We wsi znajduje się kapliczka św. Jana Nepomucena.
Wieś jest sołectwem w gminie Tyszowce. Według Narodowego Spisu Powszechnego z roku 2011 wieś liczyła 438 mieszkańców.
Wierni Kościoła rzymskokatolickiego należą do parafii Nawiedzenia Najświętszej Maryi Panny w Wożuczynie.

## Historia
Według spisu miast, wsi, osad Królestwa Polskiego z roku 1827, wieś w .ówczesnej gminie Tyszowce, parafii Wożuczyn. Posiadała wówczas 33 domy i 172 mieszkańców.

## Części wsi
| SIMC    | Nazwa               | Rodzaj    |
| ------- | ------------------- | --------- |
| 0903334 | Gołaicha            | kolonia   |
| 0903297 | Kolonia Czartowczyk | część wsi |
| 0903305 | Nowa Wieś           | część wsi |
| 0903311 | Stara Wieś          | część wsi |
| 0903328 | Za Graniczką        | część wsi |